# Transports à Vesoul

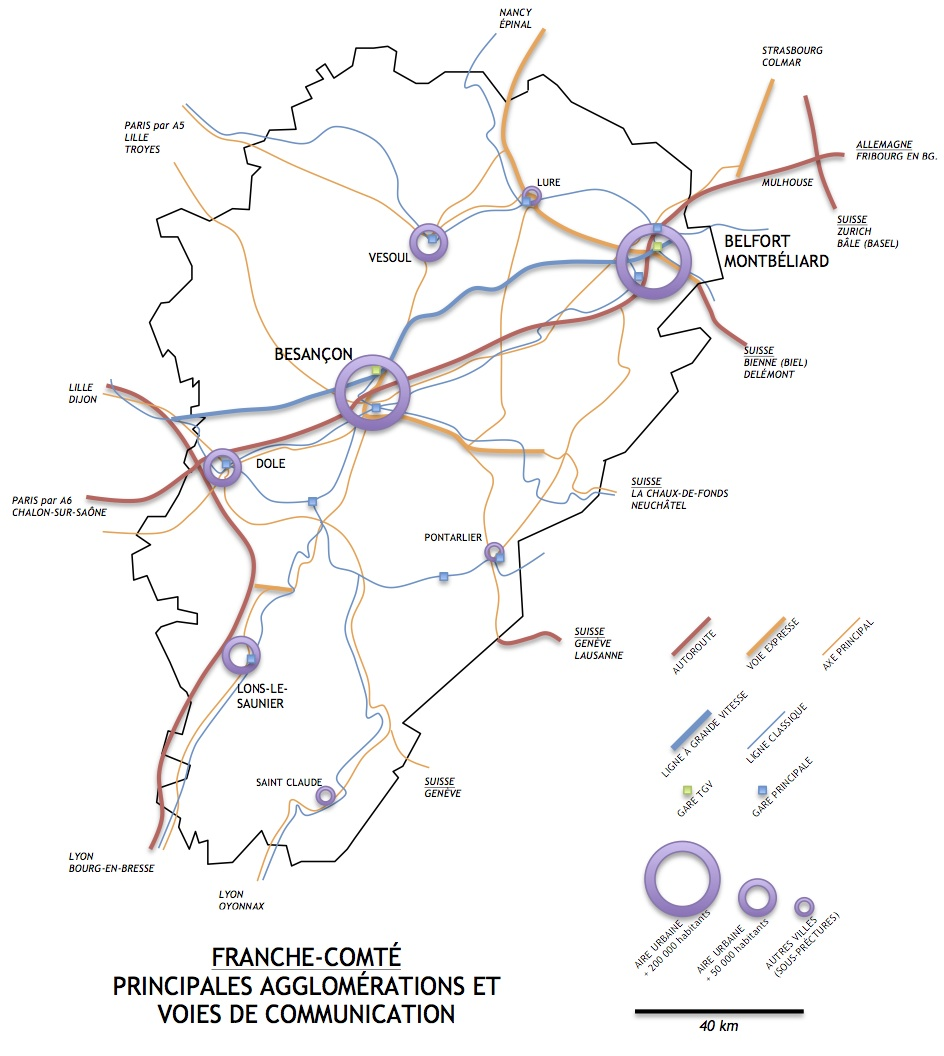
Situation de Vesoul au sein des voies de communications franc-comtoises.

Les transports à Vesoul sont assurés par les moyens routiers, ferroviaires et aériens. La ville de Vesoul dispose d'une place géographique privilégiée entre les plus grandes villes du Grand Est de la France. Les principales métropoles qui avoisinent Vesoul sont Dijon à l'ouest, Besançon au sud et Nancy au nord. La ville de Vesoul jouit de la position centrale entre ces quatre préfectures pour assurer des moyens routiers et ferroviaires. Concernant le réseau aérien, la ville de Vesoul dispose de l'aérodrome de Vesoul - Frotey.
Dès le XIXe siècle, la ville de Vesoul possède un réseau ferroviaire par l'intermédiaire des Chemins de fer vicinaux de Haute-Saône. Les tramways, à voie métrique et traction vapeur, lui permettent de relier la plupart des villes du département, comme Molay, Besançon, Luxeuil-les-Bains et Athesans-Étroitefontaine. Désormais, à Vesoul, les correspondances ferroviaires se réalisent grâce à la gare de Vesoul. Mise en service le 22 février 1858, cette gare est la plus fréquentée du département de la Haute-Saône.
Avec près de cinquante kilomètres de pistes cyclables dans l'agglomération de Vesoul, la ville désire de plus en plus privilégier les voies pour les modes de déplacements doux. Elle en possède une à sa sortie sud-est qui s'étend sur 21 kilomètres, il s'agit de la voie verte le Chemin vert. Cette dernière est interdite aux véhicules à moteurs et réservée aux marcheurs, cyclistes, les rollers...
Les transports en commun dans l'agglomération de Vesoul sont représentés par les VBus. C'est un réseau de bus de ville qui dessert l'ensemble du territoire de l'unité urbaine de Vesoul. Les bus lignes saônoises sont également des acteurs importants dans les transports en commun à Vesoul et même dans le département puisque les lignes saônoises desservent plus de 140 communes. Ce réseau est organisé, géré et financé par le conseil départemental de la Haute-Saône.

## Histoire des transports à Vesoul

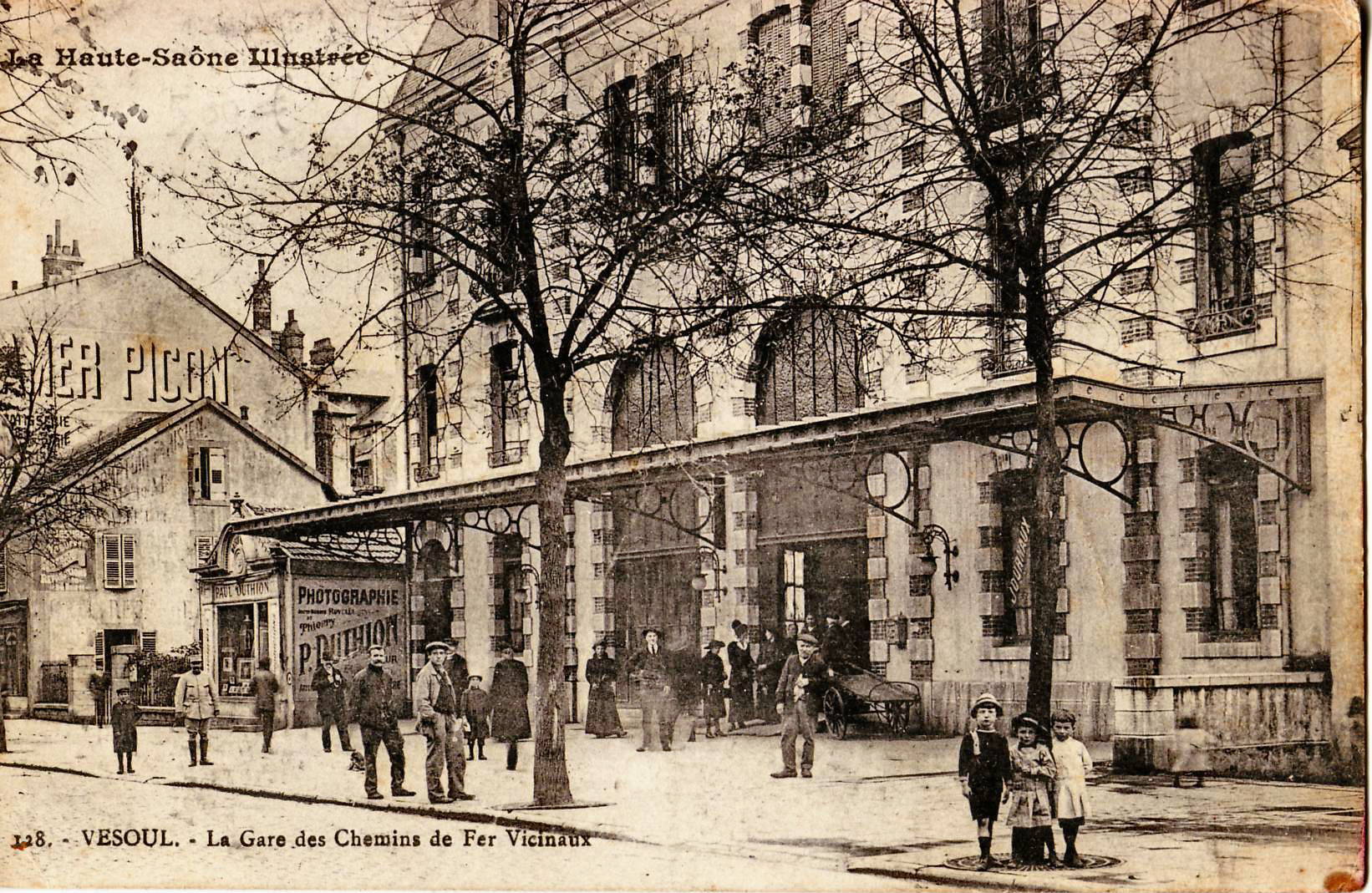
La gare des chemins de fer vicinaux de Vesoul, en 1918.

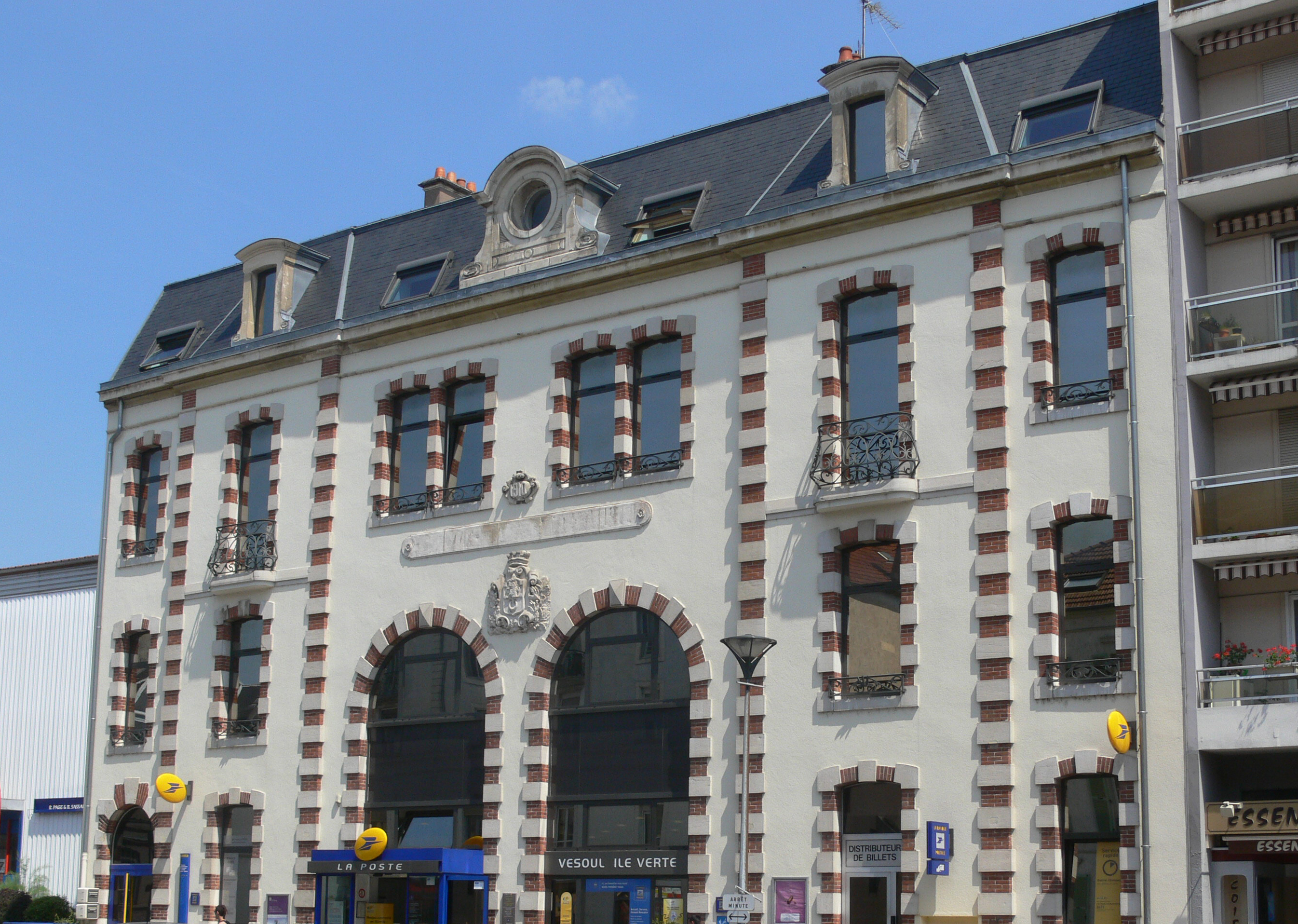
La gare des chemins de fer vicinaux de Vesoul, en 2010.

Pendant longtemps, les voies de communication reliant Vesoul aux autres localités étaient de simples chemins et routes rudimentaires, principalement utilisées par les diligences et autres véhicules tirés par des animaux. Cependant, au début du XIXe siècle, la ville est raccordée par les deux routes impériales 22 et 76 (aujourd'hui reconverties en nationales), définies selon le décret impérial du 16 décembre 1811. Le route 22 reliait alors Vesoul dans les directions suivantes : vers Paris (par Langres, Chaumont, Troyes et Provins) et vers Bale en Suisse (par Belfort). La route impériale 76 reliait Vesoul à Metz (en passant par Xertignt, Épinal, Nancy, Pont-à-Mousson) et à Besançon.
À partir de la moitié du XIXe siècle, les chemins de fer arrivent à Vesoul. Le 22 février 1858, la gare de Vesoul est mise en service. D'abord construite en bois, elle est reconstruire en pierre en 1870.
Plus tard, deux nouvelles lignes ferroviaires vinrent desservir Vesoul : Vaivre à Gray (1863) puis la lignes Besançon-Viotte à Vesoul (1872).
Dès 1907, la ville de Vesoul est desservie par les chemins de fer vicinaux de la Haute-Saône, un ancien réseau de chemin de fer secondaire à voie métrique et traction vapeur. Une gare spécialement dédiée est construite en 1910. Le réseau de chemin de fer vicinaux départemental réunissait en tout plus de 528 kilomètres de lignes. La déclaration d'utilité publique pour les lignes de tramways partant de Vesoul a été signée le 26 juin 1907. La ligne de Vesoul – Molay ouvrit le 21 septembre 1910, celle de Grandvelle le 1er avril 1911, celle de Saint-Georges le 21 octobre 1911 et celle de Luxeuil le 21 juin 1911.
Plusieurs lignes partant de Vesoul jusqu'aux autres villes du département et de la région sont ouvertes. Les plus longues sont Vesoul – Molay via Combeaufontaine, Vesoul – Besançon via Grandvelle avec passage à Fretigney vers la ligne de Gray, Vesoul – Luxeuil puis Vauvillers, Vesoul – Saint-Georges sur la ligne de Lure à Héricourt. C'est ainsi que Vesoul, grâce à sa situation géographique dans le département, devient une place centrale dans le réseau.
En 1933, deux routes nationales sont créées à Vesoul, et relient les axes nord et sud : la Route nationale 434 (nord) et la Route nationale 474 (sud). Les deux routes nationales 434 et 474 ont été déclassées en 1973 en routes départementales. La Route nationale 434 reliait Épinal à Vesoul via Bains-les-Bains, Vauvillers, Amance et Faverney soit 80 kilomètres. La Route nationale 434 s'arrêtait à Charmoille (banlieue nord-ouest de Vesoul), car la N 19 reprenait le trajet. Cette ancienne route nationale assurait la communication de la partie nord de Vesoul. La Route nationale 474, quant à elle, couvrait la partie sud de Vesoul. Elle s'étendait jusqu'à Gray en passant par Gy. La Route nationale 474 fait 56 kilomètres. Le départ de la 474 commençait à Vesoul, cependant en 1973, le trajet de Vesoul - Noidans se faisait par la route départementale 13, donc la sortie a été modifiée par la fondation de la route départementale 457. L'actuelle route départementale 474 débute vers la commune d'Andelarre (agglomération de Vesoul).
En 1935, un centre de pilotage est créé à Vesoul.
En 1938, les chemins de fer vicinaux cessèrent leurs activités. L'ensemble des voies vicinales passant par Vesoul fermèrent le 1er janvier 1938. Ces chemins de fer vicinaux ont desservi Vesoul de 1907 à 1938, soit plus de trente ans. Les restes d'un ancien viaduc des CFV de Haute-Saône sont visibles à l'Est de la ville.

## Les différents moyens de transports

### Transports ferroviaires

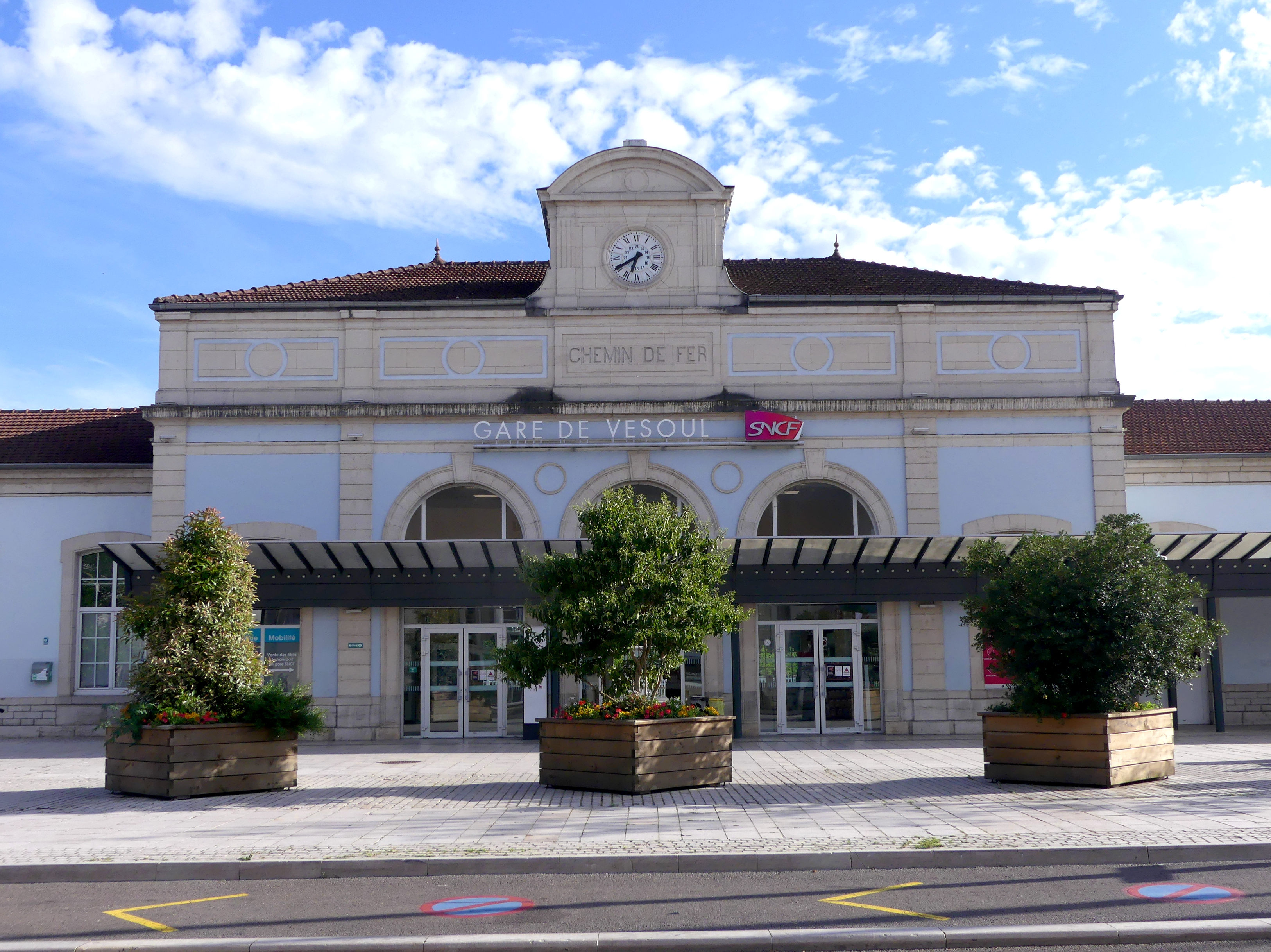
La gare de Vesoul.

La gare de Vesoul est située sur les lignes Paris-Est – Mulhouse-Ville, Besançon-Viotte – Vesoul (partiellement fermée), mais également à proximité de la ligne Vaivre – Gray (fermée), qui relient la ville à Paris et Mulhouse, ainsi qu'à Lure, Belfort et Montbéliard. Elle se trouve au point kilométrique (PK) 380,965 de la ligne de Paris-Est à Mulhouse-Ville, entre les gares ouvertes de Culmont - Chalindrey et de Lure.

### Transports routiers

#### Transports individuels

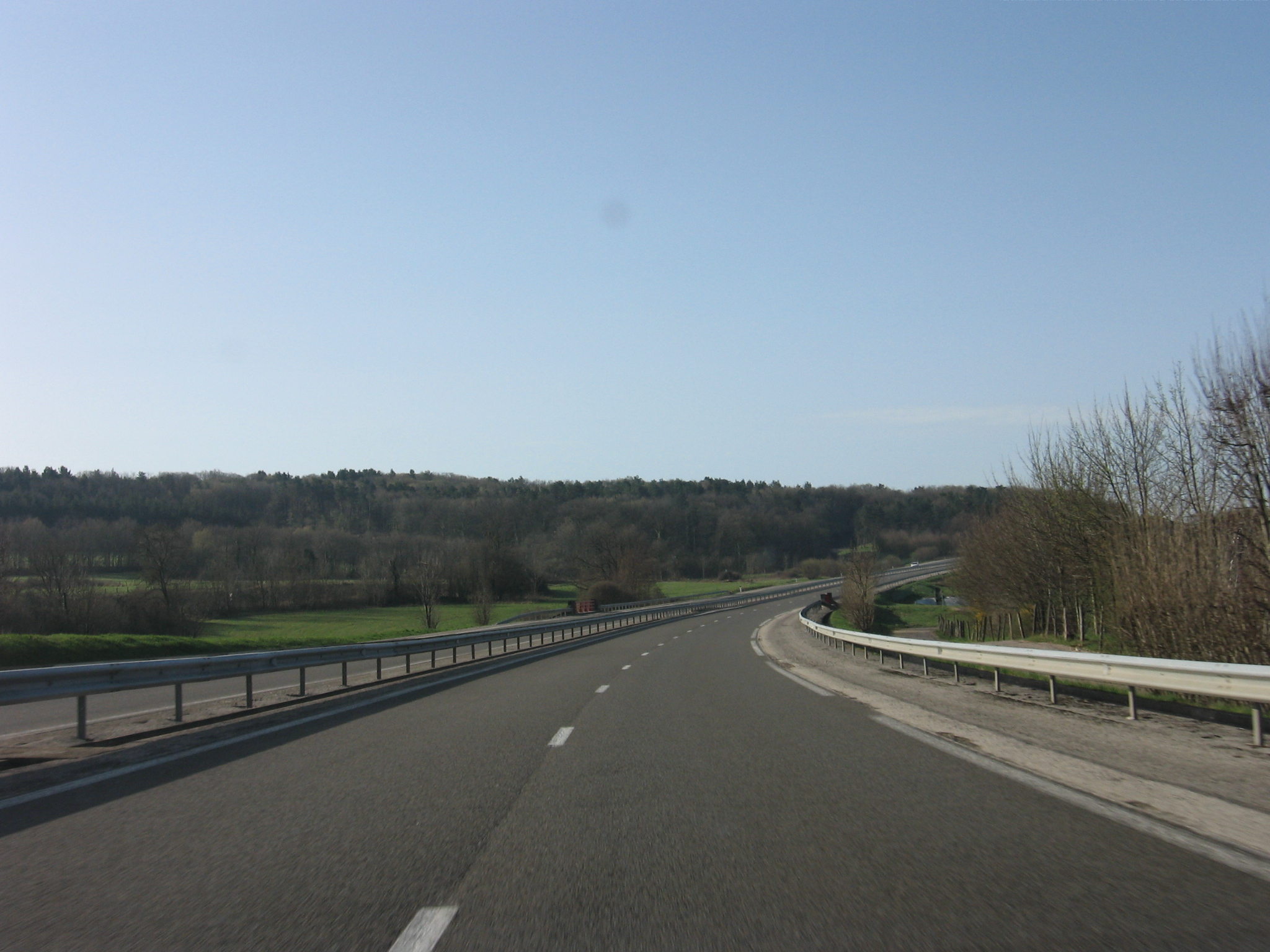
La Route nationale 57 au sud de Vesoul

La ville de Vesoul se situe dans un nœud routier. Outre la Route nationale 434 qui passe au nord et la Route nationale 474 qui passe au sud-ouest, la ville a à disposition deux autres grands axes routiers. La N 57] passe également au nord et arrive à Épinal mais en passant par Luxeuil-les-Bains. La N 19 vient de Paris (est de Vesoul) jusqu'à Bâle (ouest), en passant par Belfort.
Vesoul est aussi le croisement de deux routes européennes, la E 23 et la E 54.

#### Transports collectifs
Les principaux transports en commun de la ville sont les VBus. Ce sont des bus de ville qui desservent l'agglomération vésulienne. Le réseau dispose de plus de 150 arrêts de bus répartis dans l'agglomération de Vesoul. Avec plus de huit lignes, le réseau accueille plus de 1 000 000 de voyageurs chaque année, soit le plus gros réseau de transport du département. Les correspondances se réalisent grâce au « Pôle multimodal ». Il s'agit d'une gare routière moderne construite à côté de la gare de Vesoul. La ville de Vesoul dispose également de plusieurs lignes de bus différentes comme les Mobigo, les Trans'Bus, les Flexo Gare, les Flexo Hôpital, les bus Etamine.
La commune dispose aussi des Lignes Saônoises. Ce sont des services de transport public gérés et financés par le Conseil départemental de la Haute-Saône.

### Transports aériens
Vesoul ne possède pas d'aéroport, ni sur son territoire, ni dans son aire urbaine. En revanche, la ville a à disposition un aérodrome. L'aérodrome de Vesoul - Frotey se situe au nord-est de Vesoul, sur le plateau du Sabot de Frotey à 381 m d’altitude. Il est géré par le département de la Haute-Saône. L'aérodrome de Vesoul - Frotey possède une piste d'avion de 1 408 mètres ainsi que deux hangars. Ces hangars détiennent les avions de l'aéroclub de Haute-Saône. Il abrite également le centre-école des parachutistes, ainsi que des avions tel deux Diamond Katana DA20. De multiples activités sont praticables comme la réalisation d'un baptême de l'air et des sauts en parachute. L'aérodrome de Vesoul - Frotey est aussi le siège de clubs de sports majeurs haut-saônois : l'aéroclub de Haute-Saône et l'école de parachutisme de Vesoul.
L'aéroport le plus proche de Vesoul est l'aéroport d'Épinal-Mirecourt (78 kilomètres), suivi de l'aéroport de Dole-Jura (85 kilomètres) et de l'aéroport de Bâle-Mulhouse-Fribourg. Ce dernier est l'aéroport le plus important à proximité de Vesoul. C'est l'un des plus fréquentés d'Europe.

## Aménagements cyclables

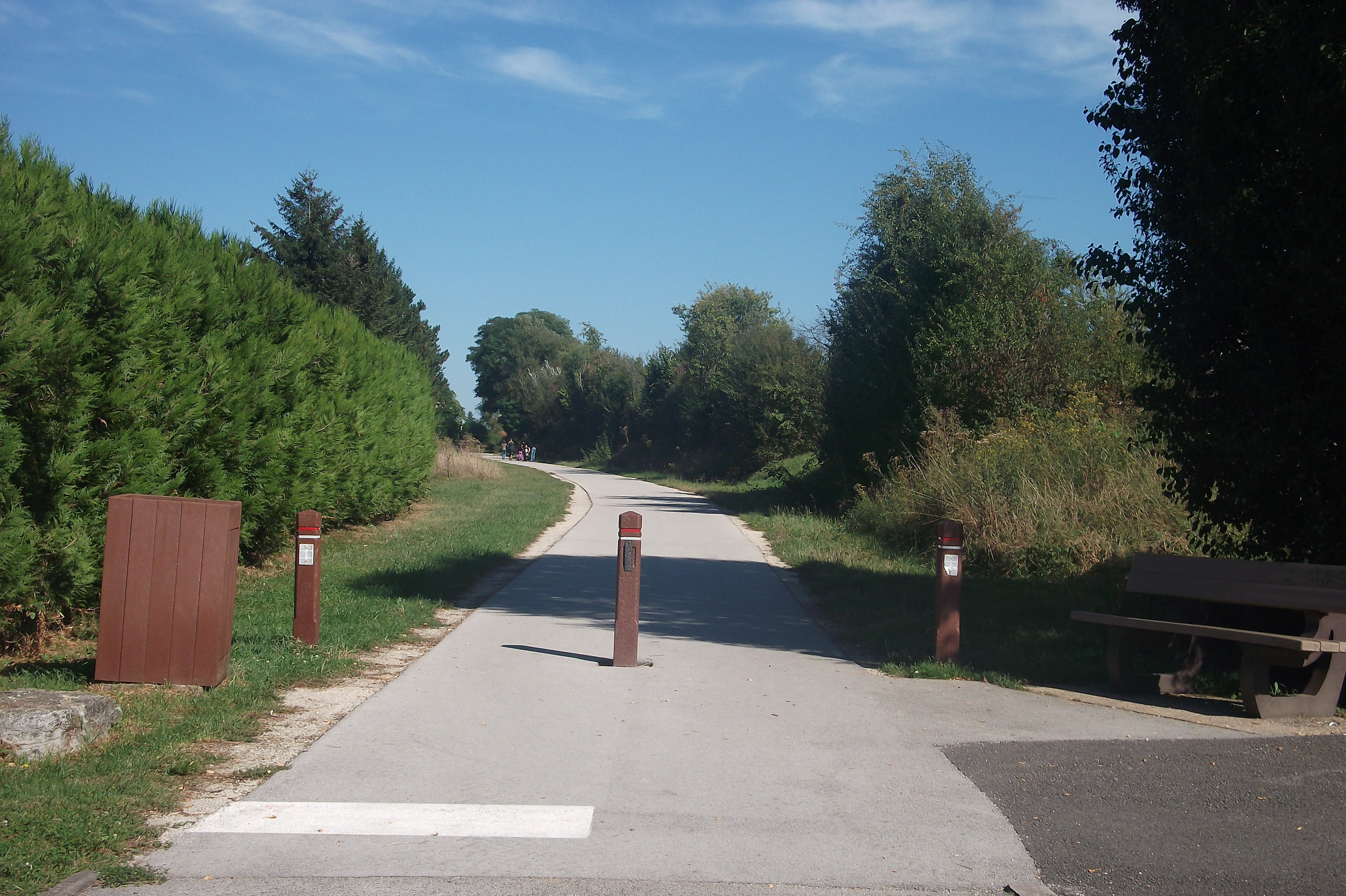
La voie verte le Chemin vert

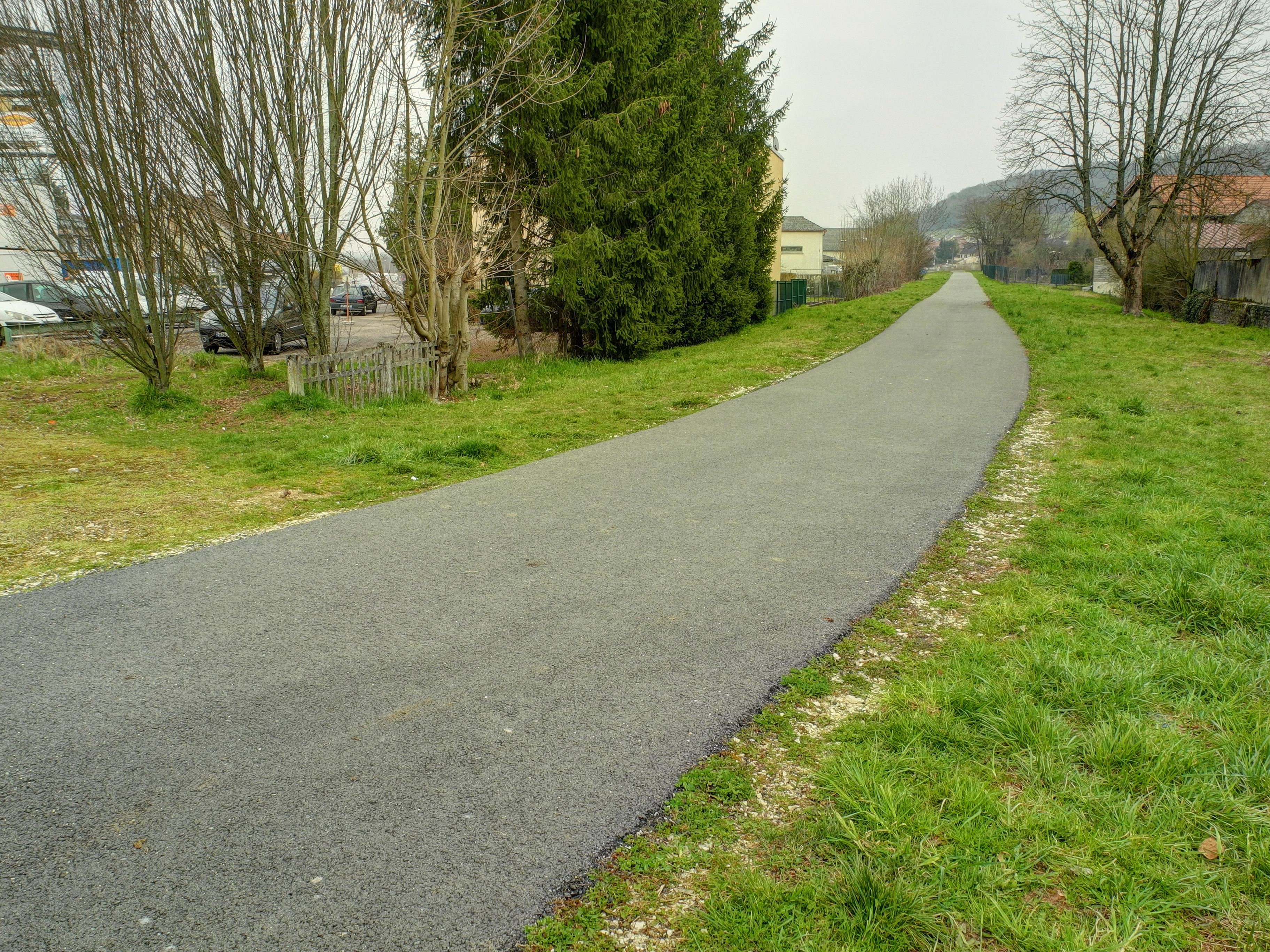
La piste cyclable du Chemin vert

La ville de Vesoul et sa banlieue est riche en pistes, bandes et voies cyclables. Dans l'agglomération de Vesoul, plus de quarante kilomètres de pistes cyclables sont aménagées. Des projets sont en cours pour aboutir à la construction de trente kilomètres en plus des quarante kilomètres déjà présents. La Communauté d'agglomération de Vesoul a créé, pour les cyclistes, un plan regroupant des pistes cyclables qui passent dans l'intégralité des communes de l'agglomération. De Coulevon à Vaivre-et-Montoille en passant par Frotey-lès-Vesoul et Navenne, les pistes cyclables sont omniprésentes dans l'agglomération. Ce plan est constitué de cinq itinéraires principaux et majeurs, qui fonctionnent dans les zones nord-sud et est-ouest. Chaque année, des travaux sont réalisés pour construire des pistes et bandes cyclables dans toutes les zones de l'agglomération. La construction de pistes cyclables est un atout majeur à la fois sur le plan transport/déplacement/mobilité mais également sur l'aspect écologique et conservation environnementale. En effet, en développant des voies qui permettent aux moyens de transports dit « doux » de se déplacer, cela, d'une part, incite les personnes à les utiliser et contribue donc grandement à la garde de la nature et, d'autre part, limite la consommation d’énergie.
Une des plus récentes pistes cyclables aménagées est la piste du viaduc de la route départementale 457 sur l'Usine PSA de Vesoul. Ce pont fut mis en service le 15 juin 2008. L'inauguration du viaduc a été réalisée par le maire de Vesoul de l'époque, Alain Joyandet et du président du Conseil départemental de la Haute-Saône, Yves Krattinger. La construction de ce pont moderne coûta 5 470 000 €. Cette somme a été financée à 45 % par l'Usine PSA de Vesoul, 21,5 % par la Communauté d'agglomération de Vesoul et 33,50 % par le Conseil départemental de la Haute-Saône. Quelque temps après la construction de ce pont, une piste cyclable fut aménagée par la Communauté d'agglomération de Vesoul. Cette piste assure la sécurité, la qualité et l'aisance. À cause des nombreux camions qui utilisent la route départementale 457, une piste qui est nettement séparée de la route, permet aux piétons et aux cyclistes de se déplacer sur plus d'un kilomètre (axe nord-sud).
Vesoul possède une voie verte qui permet le déplacement des cyclistes, rollers, trottinettes... et qui est interdite aux véhicules à moteurs. La voie verte le Chemin vert s'étend sur 21 km et jusqu'à Fontenois-lès-Montbozon, proche du début de la véloroute européenne EuroVelo 6. Elle est située au sud-est de la ville, dans la zone industrielle Poincaré. Ancienne voie ferrée de la ligne de Besançon-Viotte à Vesoul, la Voie verte le Chemin vert est dotée d'un revêtement de qualité et d'une approche de l'environnement considérable. Les côtés de la voie sont majoritairement bordés par des arbres et des buissons mais la plupart du temps des paysages sont visibles offrant ainsi une vue sur les beautés champêtres dont a hérité la Haute-Saône. Le Chemin vert traverse ou passe à proximité de 7 communes : Vesoul, Navenne, Quincey, Villers-le-Sec, Les Belles Baraques (hameaux), Vallerois-le-Bois, Dampierre-sur-Linotte et Fontenois-les-Montbozon.

Une piste cyclable dans le Jardin anglais de Vesoul